# Đường N54 (Ireland)

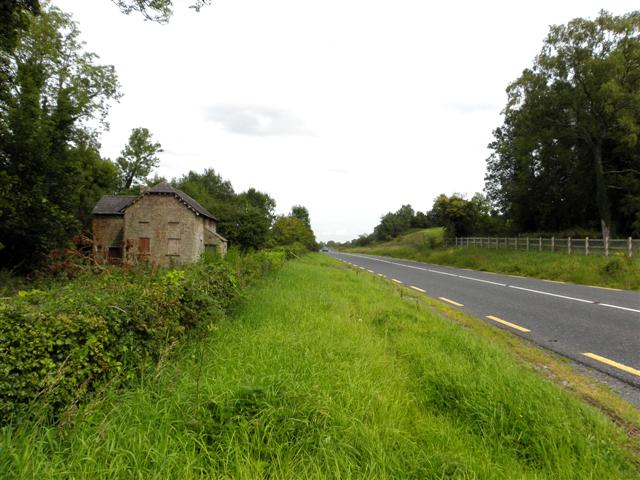
Đường N54 ở Drummully, giữa hai phần của đường A3 mà Gardaí không thể tiếp cận được.

N54 là đường quốc lộ cấp 2 ở Cộng hòa Ireland, nối các thị trấn Monaghan và Cavan, băng qua biên giới Cộng hòa Ireland–Vương quốc Anh nhiều lần. Đường có ba phần, được phân tách bởi hai phần ở Bắc Ireland và thuộc đường lớn A3.

## Lộ trình
N54 bắt đầu tại một giao lộ với đường N2 gần Monaghan và chạy về phía tây xuyên qua Clones cho đến biên giới của Hạt Fermanagh thuộc địa phận Bắc Ireland. Từ đây, nó băng qua Drummully (còn gọi là Đảo Coleman), một phần gần như tách rời của Hạt Monaghan, Cộng hòa Ireland, nối với phần còn lại của đất nước chỉ một vài mét. Trong chiều dài 12 kilômét (7,5 mi), con đường chính giữa Clones và Cavan băng qua biên giới bốn lần. Có một số con đường phụ ở phía nam của con đường cũng băng qua biên giới. Giới hạn tốc độ thay đổi giữa 80 kilômét trên giờ (50 mph) ở Cộng hòa và 60 dặm Anh trên giờ (97 km/h) ở Bắc Ireland. Phần trung tâm giữa hai phần của đường A3 Bắc Ailen chỉ dài 3,5 kilômét (2,2 mi). N54 kết thúc ngay tại đường N3 ở Butlersbridge, Hạt Cavan, phía bắc thị trấn Cavan.

## Lịch sử
Trong cuộc xung đột vũ trang tại Bắc Ireland vào những năm 1970 và 1980, nhiều con đường địa phương dẫn đến Hạt Monaghan ở Cộng hòa Ireland đã bị đóng cửa do bị chặn bằng bê tông hoặc bị cho nổ tung bởi Quân đội Anh. Đường N54/A3 bị bỏ ngỏ là “Con Đường Tô Giới” ("Concession Road").

## Chính trị
Sau Brexit, sự kiện Vương quốc Anh bỏ phiếu rời Liên minh Châu Âu đã biến biên giới này thành biên giới bên ngoài Liên minh Châu Âu, Liên minh Châu Âu đã xác định mười lăm địa điểm bắt đầu kiểm tra hải quan hoặc phương tiện qua lại. Hai trong số này nằm trên N54, một giữa Smithborough và Clones, một giữa Clones và Butlersbridge (nơi N54 cắt N3).
Không thể tiếp cận khu vực trung tâm của đường N54 ở Drummully nếu không lái xe qua Bắc Ireland, Gardaí và Sở Cảnh sát Bắc Ireland không được phép tiếp cận khu vực này. Do đó, nó thường xuyên được sử dụng để làm nơi đổ rác bừa bãi, với những đống rác chất đống cạnh biên giới. Giống như những nơi khác dọc biên giới hai bên, có các cửa hàng pháo hoa ở biên giới trên đường A3, việc mua bán chúng hợp pháp ở Bắc Ireland, nhưng bất hợp pháp ở Cộng hòa.